# Niall Matter

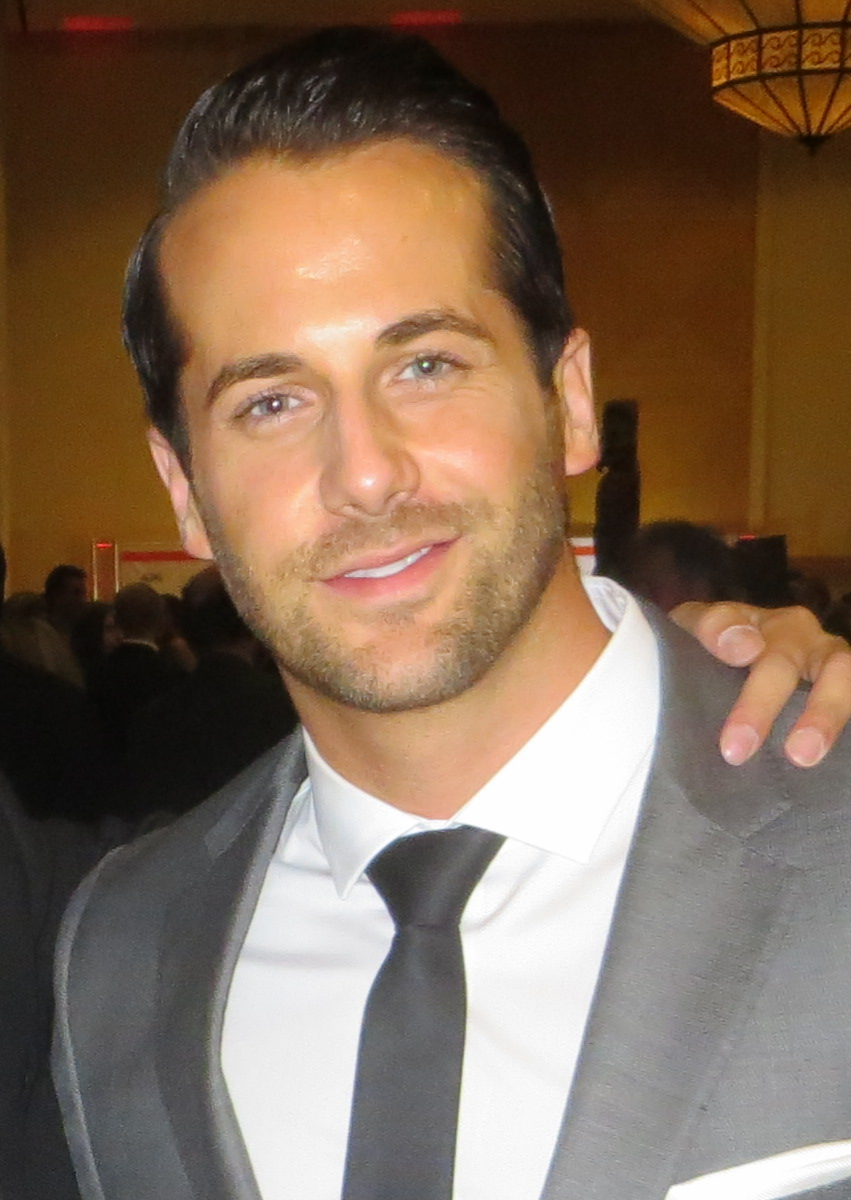
Niall Matter under Leo Awards den 8 juni 2013.

Niall Matter, född 20 oktober 1980 i Edmonton, Kanada, är en kanadensisk skådespelare. Matter är känd som skådespelare i filmer och TV-serier såsom The Best Years, Eureka, Watchmen och Primeval: New World. Matter arbetade tidigare på en oljeplattform, men efter att han som 25-åring skadades allvarligt bestämde han sig för en annan karriär. Efter att ha varit bartender ett tag blev han skådespelare och fick sin första roll 2007. Matter är gift med Sara och tillsammans har de ett barn.

## Filmografi (i urval)
- Dr. Dolittle 4 (2008)
- Watchmen (2009)
- Exley (2011)
- Ally Was Screaming (2014)
- Chokeslam (2016)
- The Predator (2018)